# ハモンド駅 (ルイジアナ州)
ハモンド駅（英語：Hammond Station）はアメリカ合衆国ルイジアナ州ハモンド ノースウェスト・レールロード・アヴェニュー404にある駅。 全米各地を結ぶ旅客鉄道のアムトラックが乗り入れている。

## 概要
八角形の塔と精巧な造形とアーチを持つ深い赤茶色レンガ造のクイーンアン様式のハモンド駅は1912年にイリノイ・セントラル鉄道によって建設され、ハモンドの歴史的地区の構成要素として、国家歴史登録財に登録された。アムトラックは2011年度に障害を持つアメリカ人法（ADA）に準拠する約167メートルのプラットホームを建設した。駅は現在、ハモンド商工会議所が所有している。

## 利用可能な鉄道路線／列車
アムトラックの発着する列車は下記の通り。
シカゴとニューオーリンズ間の夜行長距離列車シティ・オブ・ニューオーリンズ号…1日1往復発着